# واوسروکس
واوسروکس (به فرانسوی: Vausseroux) یک کمون در فرانسه است که در Canton of Ménigoute واقع شده‌است.

## خصوصیات
واوسروکس ۱۹٫۱۲ کیلومترمربع مساحت و ۳۴۱ نفر جمعیت دارد و ۱۸۰ متر بالاتر از سطح دریا واقع شده‌است.